# Пйотр Курозвенцький
Пйотр Курозвенцький званий «Любельчик», «Перун» гербу Порай (пом. 1499, Відень) — військовий і державний діяч, дипломат Королівства Польського, канонік влоцлавський (січень — травень 1457), надвірний маршалок (1474—1479), войський краківський (1475—1479), підскарбій коронний (1479—1499), каштелян сандомирський (1494—1499); староста шидловський (1466—1473), велюнський (1490—1492), краківський (1491—1495), освенцимський (1491—1494), ропчицький (1498—1499).

## Життєпис
Народився Пйотр імовірно в 1430-х роках, був найстаршим сином люблінського каштеляна Кшеслава з Ґжибова Курозвенцького та Єви Чорної з Горчиць гербу Сулима. Мав 5 братів — Добєслава, Станіслава, Кшеслава, Яна, Міколая, та 2 сестер — Анну й Урсулу.
Спочатку для Пйотра була визначена духовна кар'єра. 7 січня 1457 року Влоцлавський єпископ надав йому посаду каноніка влоцлавського. Однак Пйотр незабаром зрікся сану священника й залишив духовну кар'єру. У травні цього ж року він перебував у свиті короля Казимира Ягеллончика в Ґданську вже як світська особа. Пйотр став одним із стовпів народжуваної королівської партії, залучивши до неї й своїх братів.
1461 року під час суперечки за краківське єпископство між королем і Якубом із Сєнна, Пйотр твердо стояв на боці короля й разом зі своїми братами Добєславом і Станіславом зайняв землі єпископа — ключі краківський, кунувський і злоцький.
Курозвенцький був учасником Тринадцятирічної війни. Зокрема, він відзначився у вересні 1466 року під час битви за Хойниці, останньої тевтонської твердині на Ґданському Помор'ї.
Влітку 1471 року разом із братом Добєславом супроводжував королевича Владислава до Чехії, брав участь у його коронації в Празі.
Протягом 1474—1479 років Пйотр Курозвенцький був надвірним маршалком. З 1475 по 1479 роки обіймав уряд войського краківського. На початку 1479 року разом із перемишльським єпископом Анджеєм Опоровським, воєводами познанським Мацеєм з Бніна Мосінським та ленчицьким Міколаєм із Кутна, Пйотр Курозвенцький супроводжував шістнадцятирічну королівну Софію Ягеллонку до Франкфурту-на-Одері, де 14 лютого вона вийшла заміж за Фрідріха, сина бранденбурзького курфюрста Альбрехта III.
У липні 1479 року був призначений коронним підскарбієм, був ним до кінця життя. Король неодноразово відряджав Пйотра «Перуна» у різноманітні закордонні дипломатичні місії. 1480 року він двічі (у січні та серпні) був королівським послом на з'їздах Станів Прусських у Ґрудзьондзі та, як підскарбій королівський, спонукав їх надати фінансову допомогу для розрахунку з найманим військом за останню війну. 15 травня 1485 року він брав участь у зустрічі в Коломиї польського короля з молдавським воєводою Штефаном III, під час якої останній склав Польщі урочистий омаж. Щоб отримати гроші для покриття витрат державної скарбниці на війну князя Яна Ольбрахта за угорську корону, Курозвенцький також 1491 року перебував у Пруссії та Померанії.
1490 року отримав згоду короля на викуп Яворівського староства, також отримав у заставу староство велюнське, яким, очевидно, 1492 року поступився братові Добєславові — останній виступає старостою велюнським з березня цього року. Був також старостою краківським (1491—1495) і освенцимським (1491—1494).
Курозвенцький став наближеною особою короля Яна Ольбрахта, обрання якого 1492 року він активно підтримував. У лютому 1494 року став каштеляном сандомирським. У грудні 1495 року та в січні й лютому 1496 року перебував у Сандомирі разом із королем. Тут, зокрема, пани обговорювали порядок денний для дебатів майбутнього сейму та готували конституцію 1496 року. Був свідком видання Пйотркувського статуту 1496 року.

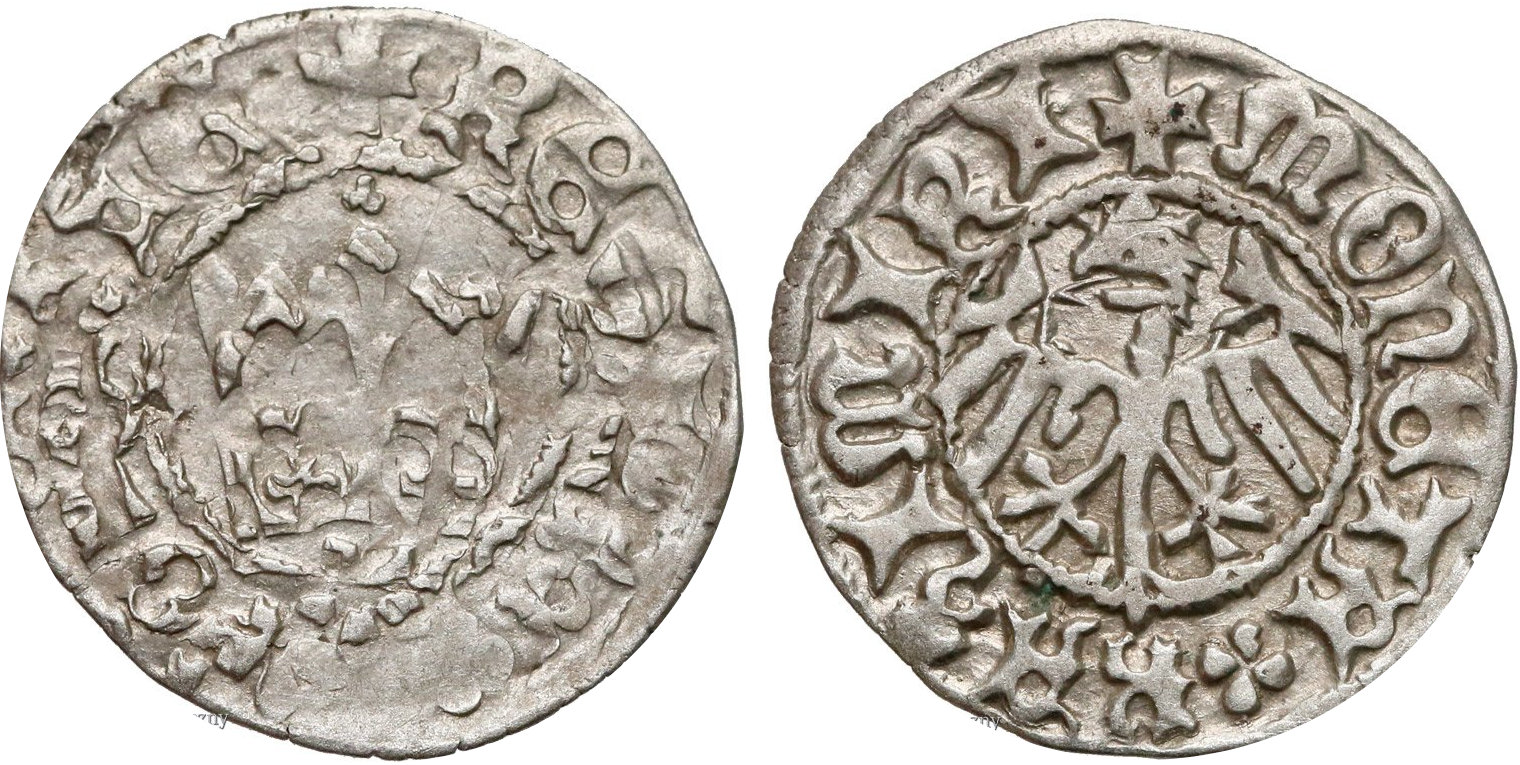
Півгрош короля Казимира Ягеллончика з гербом Пйотра Курозвенцького «Порай» (зліва, під короною)

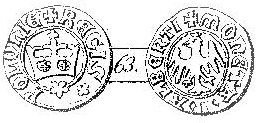
Півгрош короля Яна Ольбрахта з гербом Пйотра Курозвенцького «Порай» (зліва, під короною)

З особою Пйотра Курозвенцького пов'язують чергове зменшення вмісту срібла в півгрошових монетах, викарбуваних на краківському монетному дворі. В останній період правління Казимира IV Ягеллончика (1479—1492) — півгрош мав вагу лише 0,337 г. Цього досягнуто шляхом зменшення розміру монети, а не проби срібла. Півгроші, карбовані за Пйотра «Перуна», на яких був присутній і його герб Порай, зловтішно називали «перунками». На рубежі 1498/1499 років зловживання Курозвенцького виявили. За Марціном Бєльським, він утік із Польщі, знайшов притулок у Відні, де незабаром помер. Проте ця версія не підтверджена документами, ймовірно до самої смерті він знаходився в Польщі. Природа зловживань Пйотра «Перуна» була теж неочевидною. Можливо, йшлося не про те, що півгроші, викарбувані ним, містили менше срібла, ніж раніше. Підскарбій Курозвенцький був лише генеральним наглядачем і відповідав перед сеймом, але карбуванням монет, очевидно, керував промисловець і краківський радця Каспер Бер, у домі якого й був створений монетний двір. Курозвенцький натомість добре стежив за монетним двором і монетною стопою, і щодо цього його не можна було звинуватити. Отже, його зловживання могли мати іншу природу, і вони мали місце, оскільки після його смерті 1499 року вони розкрилися й викликали обурення двору та королівської ради.

## Маєтності
1464 року Пйотр і Міколай Курозвенцькі здійснили розподіл родинних Курозвенок і Шидлова. Пйотр збільшував свої статки головним чином використанням королівщин, відданих у заставу Казимиром Ягеллончиком і Яном Ольбрахтом, а також доходами від митниць і стацій. 1466 року Пйотр отримав від короля запис на 200 флоринів і 80 гривень на Шидлові, а наступного року за заслуги в Хойницькій битві — ще 200 гривень. Місто й замок тримав до 1473 року. 1472 року придбав у брата Міколая Курозвенкі з місцевим замком, як забезпечення надав половину належного йому Шидлова з прилеглими селами. 1478 року при парафіяльному костелі в Курозвенках фундував кляштор каноніків регулярних. 1479 року придбав Яблонну, 1490 Раваловиці. 1495 року отримав позитивний вирок у суперечці з братом Міколаєм про скарб 40 000 флоринів, який був схований у мурі в Курозвенках дядьком Міколаєм із Міхалова.
1497 r. отримав Кропідло, частину Черніхова. Тоді ж позичив королеві 3000 угорських флоринів, які король наступного року забезпечив на Ропчицях, 1498 року заволодів королівщинами староства сандомирського на правому березі Вісли, конфісковані маєтки Коцмижув, Далевиці та Сланцін, і запис на 4383 угорських флоринів на селах Падев, Тушув, Ясляни, Пшекоп, Плаво та Воля-Плавська.
Скориставшись відсутністю єпископа Кшеслава Курозвенцького, який перебував у паломництві до Риму, в березні 1501 року король звернувся до сейму з проханням позбавити Пйотра посади посмертно та конфіскувати значні маєтки, які він заповів своїй родині. Після смерті короля, на початку роботи тритижневого елекційного сейму, 17 вересня 1501 року кардинал Фридерик Ягеллончик завершив умиротворення сім'ї Курозвенцьких, видавши як «interrex» декрет, що скасував конфіскацію Яном Ольбрахтом маєтків Пйотра Курозвенцького, повертаючи їх єпископові Кшеславу. Новообраний король Олександр Ягеллончик також підтвердив 20 січня 1502 року повернення маєтків Кшеславу, його брату Міколаєві й племіннику Станіславу (сину Добєслава).

## Сім'я
Найвірогідніше, Пйотр не був одружений і не мав дітей. Проте, Каспер Несецький, посилаючися на Статут Ласького 1506 року, вказує, що він мав єдину доньку Анну, яка була дружиною ловчого сандомирського Яна Влодзіславського-Лянцкоронського, і яка принесла Курозвенкі як посаг у родину Лянцкоронських. Проте, більш усталеною є думка, що Анна була донькою Ієроніма Курозвенцького, племінника Пйотра та сина брата останнього, Міколая.